# Blaž Gracar
Blaž Gracar, ali bolje znan zgolj kot Blaž (kot raper in hiphop producent je deloval pod nadimkom Dpek), je slovenski elektronski glasbenik, pisatelj, videast in ustvarjalec iger iz Izole, rojen leta 1991. Je maturant umetniške gimnazije na Srednji šoli za oblikovanje in fotografijo. Diplomiral je iz filmske montaže na Akademiji za gledališče, radio, film in televizijo. Leta 2021 je za glasbo in oblikovanje zvoka pri predstavah "Gejm" ter "Sedem dni" prejel nagrado na Borštnikovem srečanju.

## Diskografija

#### Albumi
- Don't Listen to This (Beton Records, 2016)
- Steven (Beton Records, 2018)
- Are You A Player (Beton Records, 2023)

#### EP-ji in singli
- Sofa Bits (EP) (Cold Busted, 2009) (kot Dpek)
- Outdoor Bits (EP) (Cold Busted, 2009) (kot Dpek)
- Follow Steam From Orgasm (EP) (samozaložba, 2011)
- Fertile Eggs (EP) (samozaložba, 2012)
- My Preparation For War (EP) (samozaložba, 2012)
- b (EP) (Beton Records, 2014)
- Bee (single) (samozaložba, 2016)

#### Kompilacije
- The b Of (kompilacija najboljšega materiala 2009-2014) (Beton Records, 2014)
- BMX (b Remixed) (kompilacija remiksov) (Beton Records, 2015)

#### Skupinski projekti
- R.I.C. - Masaker (samozaložba, 2008) (kot raper in producent, v duu skupaj z Drillom)
- N'toko - Emirates (Unique, 2017) (kot producent in soavtor)

#### Gostovanja
- Različni izvajalci - K4 Format 09 (K4 Format, 2009) (komad "La Ricerca") (kot Dpek)
- 80s Casual - Fiesta Remixes (Cold Busted, 2010) (remiks komada "Fiesta") (kot Dpek)
- Drill - Vokalni dirigent (samozaložba, 2010) (raper in producent na komadu "PafPaf", producent komada "Sporočilo v steklenici") (kot Dpek)
- Mirko - Borec v meni (samozaložba, 2011) (producent komada "Rap dirigent") (kot Dpek)
- Različni izvajalci - Sampler 2011 (rx:tx, 2011) (komad "I Go Sunshine") (kot Dpek)
- The Canyon Observer - FVCK (Kapa, 2015) (zvočni efekti)
- Različni izvajalci - Access Frame: Property (Kamizdat, 2016) (komad "Little Dicks")
- Različni izvajalci - Giro (Beton Records, 2016) (kurator, komad "Arrigoni")
- Različni izvajalci - SN1F (Snif Recs, 2017) (komad "Ride Through Memories")
- Borka - Paleyr Pinao (rx:tx, 2017) (remiks komada "New Religion")
- Različni izvajalci - Herbarium (Trite, 2019) (komad "Detergent")
- Različni izvajalci - rx:tx Gathering 2 (rx:tx, 2019) (komad "They Don't Get It")
- Različni izvajalci - Be10n (Beton Records, 2020) (komad "Ivanov Galop") (kot producent in soavtor, v duu BAGS s Šuljom)
- Različni izvajalci - Be10n (Beton Records, 2020) (komad "Sushi")
- Različni izvajalci - Be10n (Beton Records, 2020) (komad "Suicide") (kot producent in soavtor, v duu Blaž + Simon s Simonom Intiharjem)
- Različni izvajalci - FCKXMS (Kamizdat, 2020) (komad "Fuck Berghain")
- Lelee - Čuka bije pumpa (Moonlee Records, 2021) (komad "Kopnež") (kot klaviaturist in soavtor)
- Različni izvajalci - rx:tx Gathering 3 (rx:tx, 2021) (komad "BLJUF:)")
- Lelee - Nestaješ (single)  (Moonlee Records, 2023) (kot klaviaturist in soavtor)
- Lelee - Snaga (single)  (Moonlee Records, 2023) (kot klaviaturist in soavtor)
- Lelee - Rane (single)  (Moonlee Records, 2024) (kot klaviaturist in soavtor)

#### Glasba za film
- Božji otroci (Domen Martinčič, 2012)
- Limonada (uporaba komada "Orangepinklove") (Maja Prettner, 2012)
- Ivan brez življenja (Domen Martinčič, 2013)
- Prepričanje (Katarina Morano, 2013)
- Kam (Katarina Morano, 2013)
- Rejnica (Miha Možina, 2014)
- Tujca (Vid Hajnšek, 2014)
- Male ribe (Maja Križnik, 2015)
- Ne nazaj (Jan Lovše, 2015)
- Recepcija (Siniša Gačić, 2015)
- Nisi pozabil (Simon Intihar, 2016)
- Pod gladino (uporaba komada "Adam's Fall") (Klemen Dvornik, 2016)
- Odraščanje (Siniša Gačić/Dominik Mencej, 2017)
- Kratki rezi (Omnibus) (uporaba komada "My Feet Are $ & †") (Urban Zorko/Kукла/Mitja Mlakar/Jure Dostal/Urša Menart, 2019)
- Prasica (uporaba komadov "Gangsta Angel", "The Frown", "Stefan Burnett") (Tijana Zinajić, 2021)
- To je rop! (Gregor Andolšek, 2024)

#### Glasba za gledališče
- Ob zori (Žiga Divjak, Prešernovo gledališče, 2018)
- Pljuča (Žiga Divjak, Slovensko narodno gledališče Drama Ljubljana, 2019)
- Sedem dni (Žiga Divjak, Mestno gledališče ljubljansko, 2019)
- Gejm (Žiga Divjak, Slovensko mladinsko gledališče, 2020)
- Kons: Novi dobi (Žiga Divjak, Prešernovo gledališče, 2021)
- Vročina (Žiga Divjak, Slovensko mladinsko gledališče, 2021)
- Usedline (Žiga Divjak, Mestno gledališče ljubljansko, 2021)
- Mali princ (Ivan Loboda, Gledališče Koper, 2022)
- Krize (Žiga Divjak, Slovensko mladinsko gledališče, 2022)
- Kako je padlo drevo (Žiga Divjak, Slovensko narodno gledališče Drama Ljubljana, 2022)
- (╯°□°)╯︵ ┻━┻ screamage (Jan Rozman, Emanat, 2023)
- Dan, ko jaz ni bil več jaz (Maša Pelko, Slovensko narodno gledališče Drama Ljubljana, 2023)
- Bodočnost (Žiga Divjak, Mestno gledališče ljubljansko/Beogradsko dramsko pozorište, 2023)

## Igre
- CoronaLine (abstraktna igra) (Letibus Design, 2020)
- Lineon (logične uganke) (Letibus Design, 2021)
- All Is Bomb (igra s kartami) (Letibus Design, 2021)
- LOK (logične uganke) (Letibus Design, 2022)
- Abdec (logične uganke) (Letibus Design, 2023)